# Fábio Correia
Fábio Jesus Correia (* 9. März 1999) ist ein brasilianischer Leichtathlet, der sich auf den Langstreckenlauf spezialisiert hat.

## Sportliche Laufbahn
Erste Erfahrungen bei internationalen Meisterschaften sammelte Fábio Correia im Jahr 2021, als er bei den U23-Südamerikameisterschaften in Guayaquil in 30:27,47 min die Goldmedaille im 10.000-Meter-Lauf gewann und über 5000 Meter in 14:41,40 min die Silbermedaille hinter seinem Landsmann Edimar Souza gewann. Anschließend gewann er bei den erstmals ausgetragenen Panamerikanischen Juniorenspielen in Cali in 14:30,31 min die Silbermedaille im 5000-Meter-Lauf hinter dem Bolivianer David Ninavia und belegte in 31:10,18 min den vierten Platz über 10.000 Meter. Bei den Crosslauf-Südamerikameisterschaften 2023 in Poços de Caldas siegte er in 33:42 min im Einzelrennen und im Oktober wurde er bei den Straßenlauf-Weltmeisterschaften in Riga in 1:04:12 h 58. im Halbmarathon. Im Jahr darauf gewann er bei den Ibero-Amerikanischen Meisterschaften in Cuiabá in 30:06 min die Bronzemedaille im 10-km-Straßenlauf hinter den Spaniern Ilias Fifa und Miguel Baidal, ehe er bei den Straßenlauf-Südamerikameisterschaften in Asunción in 1:02:51 h die Goldmedaille im Halbmarathon gewann. 2025 belegte er bei den Südamerikameisterschaften in Mar del Plata in 29:28,12 min den fünften Platz über 10.000 Meter und gelangte über 5000 Meter mit 14:31,42 min auf Rang zwölf.

## Persönliche Bestzeiten
- 5000 Meter: 14:19,36 min, 6. Juli 2023 in Cuiabá
- 10.000 Meter: 29:28,12 min, 25. April 2025 in Mar del Plata
- Halbmarathon: 1:02:50 h, 26. Mai 2024 in Asunción